# Řetízkové pravidlo
Řetízkové pravidlo, řetězové pravidlo (anglicky chain rule) neboli pravidlo o derivaci složené funkce je v matematické analýze vzorec pro derivací složené funkce. Vzorec často podstatně zjednodušuje výpočet derivace. Princip je ukryt v tom, že vlastní funkci nahradím jiným (zpravidla výhodnějším) výrazem, který lze snáze derivovat. Je ale známo, že řetízkové pravidlo pro derivování složené funkce může selhat, pokud vnitřní a vnější funkce nejsou spojitě diferencovatelné.

## Věta
Nechť funkce g(x) má vlastní derivaci v bodě x0; nechť funkce f(y) má vlastní derivaci v bodě y0 = g(x0). Potom má funkce f(g(x)) v bodě x0 derivaci f'(g(x))g'(x).

## Teorie
- {\displaystyle F(x)=f(g(x)).}

potom:
- {\displaystyle {\frac {\mathrm {d} F}{\mathrm {d} x}}={\frac {\mathrm {d} f}{\mathrm {d} g}}\cdot {\frac {\mathrm {d} g}{\mathrm {d} x}}}.

Tedy vlastně:
- {\displaystyle {\frac {\mathrm {d} F}{\mathrm {d} x}}(x)={\frac {\mathrm {d} f}{\mathrm {d} g}}(g(x))\cdot {\frac {\mathrm {d} g}{\mathrm {d} x}}(x)} – v případě jedné závislé.

## Příklad 1
Má se zderivovat f(x,y) využitím řetízkového pravidla.
'x' se zavede jako závislou proměnou 't', tedy 'x(t)', totéž pro 'y', tedy 'y(t,φ)'.
Pokračuje zápis samotné funkce:
- {\displaystyle F(t,q)=f(x(t),y(t,q)).}

A derivace z toho tedy musí být:
- {\displaystyle {\frac {\mathrm {d} F}{\mathrm {d} t}}(t,q)={\frac {\mathrm {d} f}{\mathrm {d} x}}(x(t),y(t,q))\cdot {\frac {\mathrm {d} x}{\mathrm {d} t}}(t)+{\frac {\mathrm {d} f}{\mathrm {d} y}}(x(t),y(t,q))\cdot {\frac {\mathrm {d} y}{\mathrm {d} t}}(t,q)}

## Příklad 2
Zderivujte:
- {\displaystyle F(x)={\frac {\mathrm {(} x+4)^{3}}{\mathrm {(} x-1)^{3}}}.}

Celé zadání příkladu si lze představit jako:
- {\displaystyle F(x)=u^{3}}, tedy {\displaystyle u={\frac {\mathrm {(} x+4)}{\mathrm {(} x-1)}}.} Podle řetízkového pravidla potom výsledek bude:
- {\displaystyle F'(x)=3\cdot u'\cdot u^{2}}, což je:

- {\displaystyle \mathrm {F'} (x)=3\cdot {\frac {\mathrm {-} 5}{\mathrm {(} x-1)^{2}}}\cdot {\frac {\mathrm {(} x+4)^{2}}{\mathrm {(} x-1)^{2}}}}, což lze převést do základního tvaru:
- {\displaystyle \mathrm {F'} (x)={\frac {\mathrm {(} -15x^{2}-120x-240)}{\mathrm {(} x-1)^{4}}}}.

Z druhého příkladu je vidět, že standardní postup by byl výpočetně velmi náročný. Proto je užití řetízkového pravidla v takových případech velmi výhodné. Řetízkové pravidlo se nezastaví jen u jedné proměnné, lze ho například použít například i k transformaci parciálních derivací do cylindrických či polárních souřadnic.